# 144-я танковая бригада
144-я отдельная танковая бригада — воинское подразделение Вооружённых Сил СССР в Великой Отечественной войне.

## История бригады
Сформирована 10.09.1941 года путём переформирования 102-й танковой дивизии.
В сентябре 1941 года находилась в армейском резерве. С началом Операции «Тайфун», в ночь с 02 на 03.10.1941 года приказом сосредоточилась в районе Уварово — Митрофановка — Еремейцево для подготовки запланированной атаки на юг, с задачей ликвидации прорыва в полосе обороны 43-й армии. На 04.10.1941 года уже остатки бригады находились в Волочке.
Полностью погибла в Вяземском котле (вероятно, 07-08.10.1941 года окончательно разгромлены остатки в районе Семлево), в октябре 1941 года расформирована.
02.07.1942 года в Московском военном округе сформирована 144-я отдельная танковая бригада второго формирования, однако она в боях не участвовала.

## Полное название
- 144-я отдельная танковая бригада

## Подчинение
| Дата                    | Фронт (округ)   | Армия      | Корпус (группа) | Примечания |
| ----------------------- | --------------- | ---------- | --------------- | ---------- |
| с 10 сентября 1941 года | Резервный фронт | 24-я армия | -               |            |

## Состав
- Управление бригады
- Рота управления
- Разведывательная рота
- 144-й танковый полк
- Мотострелково-пулемётный батальон
- Противотанковый дивизион
- Зенитный дивизион
- Автотранспортная рота
- Ремонтная рота
- Санитарный взвод

## Укомплектованность
- на 30.09.1941 — 53 танка, в том числе: 9 Т-34, 44 Т-26.

## Командование
Командиры бригады.
- Илларионов, Иван Дмитриевич (с 10.09.1941 года), полковник, погиб.
- 11.09.1942 - 03.10.1942	ОСИПОВ Александр Петрович, майор ???
- полковник	Нэмме, Август Андреевич, (03.10.1942 - 24.01.1943).
- 24.01.1943 - 15.10.1945	ГРИНИН Иван Фёдорович, полковник

Заместитель командира бригады по строевой части
- подполковник	Железнов, Константин Иванович, (на 1943)

Начальники штаба бригады
- с 18.09.1941	КОРНИЛОВ Николай Павлович, капитан
- 02.07.1942 - 20.07.1942	ВАРМАКОВ Михаил Микермулович,
- 20.07.1942 - 11.09.1942	ОСИПОВ Александр Петрович, майор
- 10.09.1942 - 03.06.1943	МОХОВ Сергей Михайлович, подполковник
- 03.06.1943 - 05.11.1944	САВЧЕНКОВ Фёдор Акимович, подполковник
- 05.11.1944 - 12.10.1945	ВЛАДИМИРОВ, подполковник

Военные комиссары бригады, с 09.10.1942 г. - заместители командира бригады по политической части
- 10.09.1941 - 10.10.1941	СЕМЁНОВ Владимир Андреевич, полковой комиссар
- 16.07.1942 - 16.06.1943	ШЕСТОПАЛОВ Иосиф Львович, полковой комиссар, с 20.12.1942 полковник

Заместитель командира бригады по технической части (до 02.08.1944 - помощник командира по технической части)
- с авг. 1942, на сен. 1943	КОРОТКОВ Василий Иванович, майор

Начальник политотдела (с июня 1943 г. он же заместитель командира по политической части)
- 10.09.1941 - 10.10.1941	ГАЙДАШЕВ Семен Андрианович, батальон. комиссар
- 16.07.1942 - 09.08.1943	КАМНЕВ Григорий Михайлович, батальон. комиссар, с 02.11.1942 майор
- 09.08.1943 - 09.05.1945	БАРАНОВ Павел Петрович, батальон. комиссар, с 02.11.1942 майор